# Czyńcze
Czyńcze (deutsch Czynczen, 1938–1945 Zinschen) ist ein zur Gemeinde Kalinowo (Kallinowen, 1938–1945 Dreimühlen) zählendes Dorf im nordöstlichen Masuren in der polnischen Woiwodschaft Ermland-Masuren, Powiat Ełcki (Kreis Lyck).

## Geographisches Lage
Das Dorf befindet sich neun Kilometer südwestlich der Ortschaft Kalinowo in der Nähe einer von Pisanica nach Sypitki führenden Landstraße und ist über einen Landweg von Kucze (Kutzen) aus zu erreichen.

## Geschichte
Der Ort Czynczen entstand 1496 durch aus Masowien eingewanderte Siedler und hatte über lange Zeit eine ausschließlich masowische Bevölkerung. Der Ortsname leitet sich aus dem polnischen Wort für (Miet-)Zins ab.
Am 27. Mai 1874 entstand im Zuge einer preußischen Gemeindereform neu ein Amtsbezirk Sawadden (polnisch Zawady-Tworki), zu dem neben Sypittken die Landgemeinden Brodowen, Buczylowen, Cziessen, Czyntschen, Jebramken, Klein Lasken, Krzywen, Kutzen, Ossarken und Statzen sowie der Gutsbezirk Sawadden gehörten.
Am 30. Juni 1906 kam es zur Umbenennung des Amtsbezirks Sawadden in Amtsbezirk Sypittken, nachdem zuvor der Gutsbezirk Sawadden zum benachbarten Amtsbezirk Wieschniewen umgegliedert wurde.
1908 umfasste der Amtsbezirk Sypittken die Landgemeinden Czießen, Czynczen, Klein Lasken, Kutzen, Rundfließ (bis Umbenennung 1907 Krzywen), Statzen und Sypittken und den Gutsbezirk Lyck, Domänenamt (teilweise).
1910 hatte Czynczen 39 Einwohner.
Aufgrund der Bestimmungen des Versailler Vertrags stimmte die Bevölkerung im Abstimmungsgebiet Allenstein, zu dem Czynczen gehörte, am 11. Juli 1920 über die weitere staatliche Zugehörigkeit zu Ostpreußen (und damit zu Deutschland) oder den Anschluss an Polen ab. In Czynczen stimmten 20 Einwohner für den Verbleib bei Ostpreußen, auf Polen entfiel keine Stimme.
1931 umfasste im Rahmen von Gebietsveränderungen der Amtsbezirk Sypittken die Landgemeinden Czynzen, Klein Lasken, Kutzen, Rundfließ, Seeheim (bis Umbenennung 1908: Czießen), Statzen und Sypittken.
1933 waren in Czynzen 38 Einwohner verzeichnet.
Der Ortsname Czynzen wurde am 16. Juli 1938 im Zuge der massiven Eindeutschung von Ortsnamen masurischer, polnischer oder litauischer Herkunft in Zinschen umgeändert.
1939 hatte Zinschen (Czynczen) 45 Einwohner.
Nach Ende des Zweiten Weltkriegs 1945 fiel das zum Deutschen Reich (Ostpreußen) gehörende Zinschen an Polen. Die ansässige deutsche Bevölkerung wurde, soweit sie nicht geflüchtet war, nach 1945 größtenteils vertrieben bzw. ausgesiedelt und neben der angestammten masurischen Minderheit durch Neubürger aus anderen Teilen Polens ersetzt. Der Ort Zinschen wurde in der polnischen Schreibweise des historischen Ortsnamens Czynczen in Czyńcze umbenannt.
Von 1975 bis 1998 gehörte Czyńcze zur damaligen Woiwodschaft Suwałki, kam dann 1999 zur neu gebildeten Woiwodschaft Ermland-Masuren. Heute ist das Dorf Sitz eines Schulzenamtes (polnisch Sołectwo) und als solches eine Ortschaft im Verbund der Gmina Kalinowo.

## Religionen
Bis 1945 war Czynczen in die evangelische Kirche Pissanitzen (1926–1945 Ebenfelde, polnisch Pisanica) in der Kirchenprovinz Ostpreußen der Evangelischen Kirche der Altpreußischen Union und in die römisch-katholische Kirche in Prawdzisken (1934–1945 Reiffenrode, polnisch Prawdziska) im Bistum Ermland eingepfarrt.
Heute gehört Czyńcze katholischerseits zur Pfarrei in Prawdziska im Bistum Ełk der Römisch-katholischen Kirche in Polen. Die evangelischen Einwohner richten sich zur Kirchengemeinde in Ełk (Lyck) aus, einer Filialgemeinde der Pfarrei in Pisz (Johannisburg) in der Diözese Masuren der Evangelisch-Augsburgischen Kirche in Polen.